# Elektor International Media
Die niederländische Mediengruppe Elektor International Media ist Herausgeber der internationalen Elektronik-Fachzeitschrift Elektor, die in einer deutschen, englischen, französischen und niederländischen Ausgabe erscheint.
Elektor International Media befindet sich vollständig im Eigentum von Zhomer Media Business.
Elektor International Media feierte im April 2011 sein 50-jähriges Firmenjubiläum.